# Carterfone

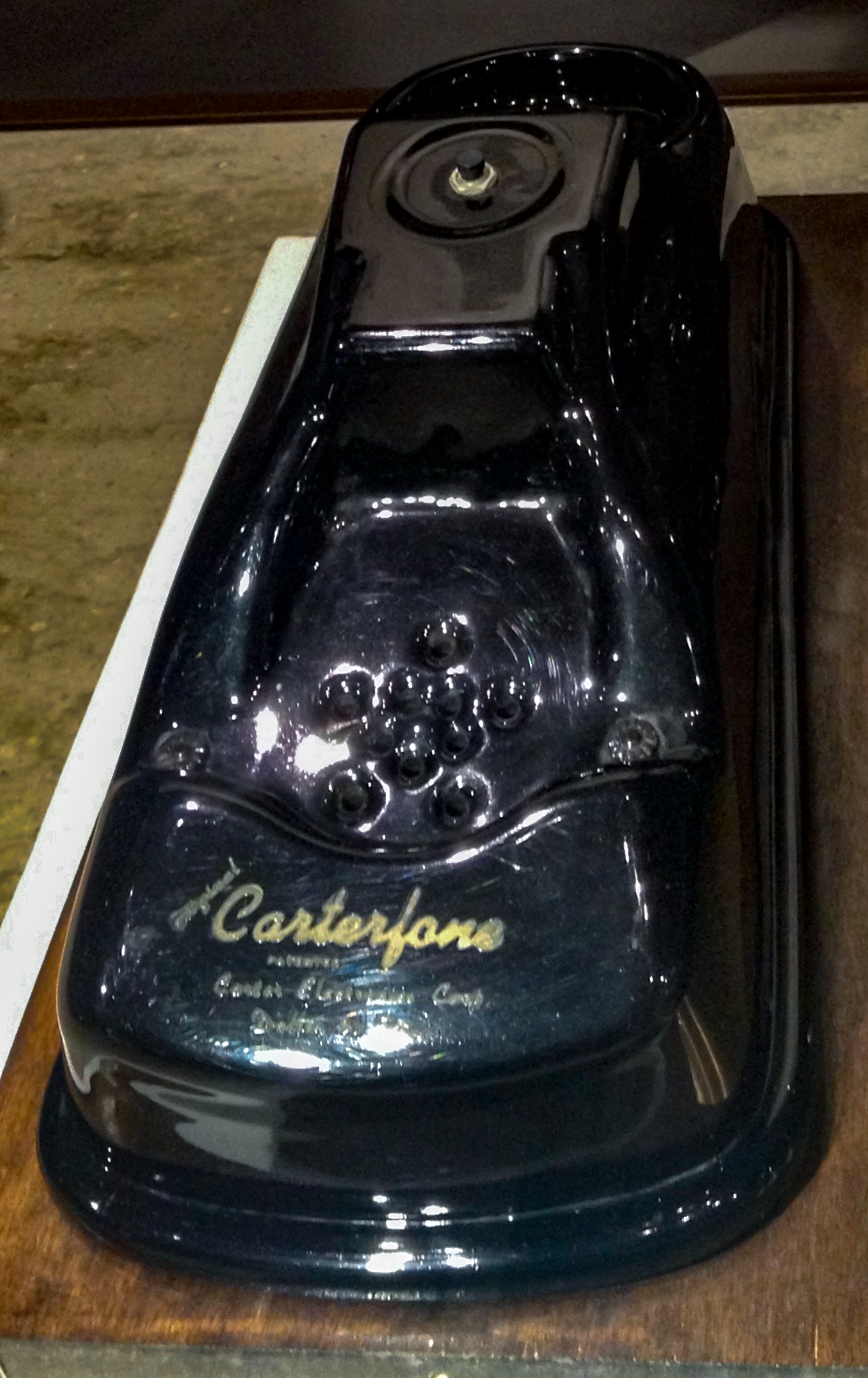
Un Carterfone de 1959 original fabricado por Carter Electrónica, en exhibición en el Museo de Historia del Ordenador

El Carterfone es un dispositivo inventado por Thomas Carter, que conecta manualmente un sistema de radio bidireccional al sistema telefónico, permitiendo a cualquier persona hablar por radio con un usuario de la red telefónica conmutada. Esto lo convierte en un predecesor directo del autopatch.

## Descripción
El dispositivo estaba conectado acústicamente, pero no eléctricamente, a la red telefónica pública conmutada. Estaba conectado eléctricamente a la estación base del sistema de radio y se alimentaba de dicha estación base. Todas las partes eléctricas estaban encerradas en baquelita, el plástico de aquella época.
Cuando una persona con un transceptor de radio bidireccional deseaba hablar con alguien por teléfono o " línea fija " (por ej., " Despacho central, remítame a McGarrett "), el operador de la estación base marcaba el número de teléfono. Una vez el operador de la estación base había establecido contacto con sus dos interlocutores (en la radio y en el teléfono), colocaba el microteléfono en una cuna integrada en el dispositivo Carterfone. El modo de operación era Push-to-talk (half duplex)..Un vox-control (interruptor operado por voz) en el Carterfone conmutaba automáticamente el transmisor a modo emisión cuando hablaba la persona de la red telefónica y cuando dejaba de hablar,lo volvía al modo recepción. Había conectado un altavoz externo al Carterfone para permitir al operador de la estación base monitorizar la conversación, ajustar el volumen de voz y colgar el teléfono una vez terminada la conversación 

## Decisión reguladora
Este dispositivo en particular estuvo involucrado en una decisión reguladora histórica de los Estados Unidos relacionada con las telecomunicaciones . Previamente en 1956, la FCC dictaminó en el caso Hush-A-Phone que los dispositivos podían conectarse mecánicamente al sistema telefónico sin el permiso de AT&T. En 1968, la Comisión Federal de Comunicacionespermitió que Carterfone y otros dispositivos se conectaran directamente a la red de AT&T, siempre que no causen daños al sistema. Esta decisión, comúnmente llamada "la decisión Carterfone" (13 FCC2d 420), creó la posibilidad de vender dispositivos que podrían conectarse al sistema telefónico mediante un acoplador protector y abrir el mercado a los equipos de las instalaciones del cliente . La decisión a menudo se conoce como "cualquier dispositivo legal", permitiendo innovacionesposteriores como contestadores automáticos, máquinas de fax y módems (que inicialmente usaban el mismo tipo de acoplador acústico manual que el Carterfone) para proliferar.
En febrero de 2007, Skype presentó a la FCC una petición para la reglamentación y solicitó a la FCC que aplicara las regulaciones de Carterfone a la industria inalámbrica, lo que significaría que los OEM, portales y otros podrán ofrecerdispositivos y servicios inalámbricos sin la tecnología celular. operadores que necesitan aprobar los teléfonos . Sin embargo, el 1 de abril de 2008, el presidente de la FCC, Kevin Martin, indicó que se opondría a la solicitud de Skype.
El 17 de abril de 2015, esta solicitud de reglamentación fue desestimada sin perjuicio por la FCC a petición del actual propietario de Skype, Microsoft Corporation.